# Khúc vàng
Khúc vàng có tài liệu gọi tên nó là Rau khúc tẻ danh pháp khoa học Helichrysum luteoalbum (đồng danh: Gnaphalium luteoalbum/ Pseudognaphalium luteoalbum) là một loài thực vật có hoa trong họ Cúc. Loài này được (L.) Rchb. mô tả khoa học đầu tiên năm 1829. Trước khi được chuyển sang chi Cúc bất tử thì loài này từng được xếp vào chi Rau khúc giả rồi chi Rau khúc.